# Sincretismo

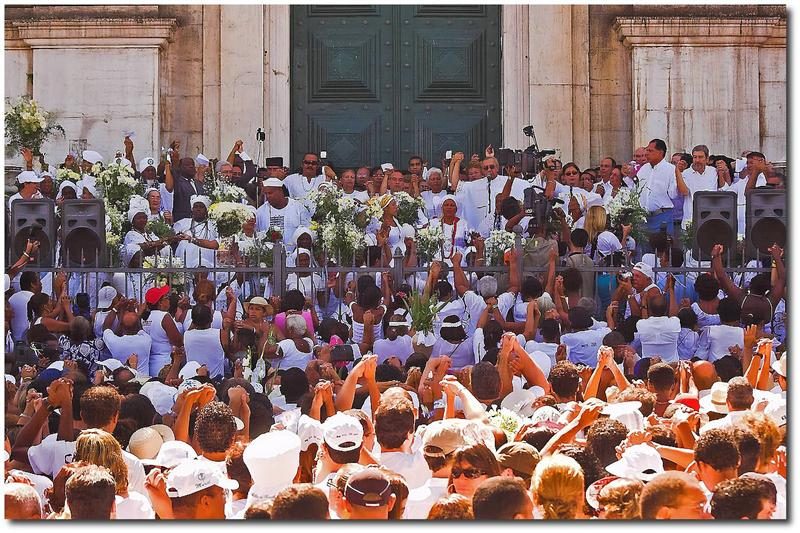
Um exemplo de sincretismo entre candomblé e catolicismo é a Lavagem do Bonfim, que ocorre anualmente em Salvador, na Bahia, no Brasil

Sincretismo é a reunião de doutrinas diferentes, com a manutenção de traços perceptíveis das doutrinas originais. Possui, por vezes, um certo sentido pejorativo na questão da artificialidade da reunião de doutrinas teoricamente incongruentes entre si. Frequentemente, quando se fala em sincretismo, se pensa no sincretismo entre diferentes religiões, no chamado sincretismo religioso.

## Etimologia
"Sincretismo" deriva do termo grego synkretismós, "reunião de vários Estados da ilha de Creta contra o adversário comum", através do termo francês syncrétisme.

## Exemplos de sincretismo religioso

### Sincretismo religioso católico
Sincretismo é a absorção de um sistema de crenças por outro. Isto ocorreu, por exemplo, quando o cristianismo absorveu conceitos das religiões da Europa, moldando-os de acordo com os da Igreja Católica numa tentativa de facilitar a propagação da religião cristã no continente europeu. Um exemplo é a festa cristã do Natal, originalmente uma festa pagã que celebrava o solstício de inverno e o nascimento anual do Deus Sol e que os povos da antiguidade associaram a atual celebração do nascimento de Jesus Cristo.[carece de fontes?]
O monoteísmo, tal como se desenvolveu ao longo da história, é um caleidoscópio de legados monoteístas, dualistas e politeístas que se misturam sob um único conceito divino. É a aceitação simultânea de ideias diferentes e até mesmo contraditórias e a combinação de rituais e práticas tirados de fontes diferentes.

### Sincretismo naAmérica Latina
Nas religiões afro-latino-americanas, cada orixá corresponde a um santo católico, mas, de fato, não se trata de um amálgama. As figuras não se confundem. Muitos dos santos católicos são cultuados também no candomblé e em outras religiões afro-latino-americanas. Na época da escravidão na América Latina, os escravos africanos criaram uma maneira criativa e inteligente de enganar os seus senhores. Invocavam os seus deuses africanos sob a forma dos santos católicos: Oxóssi na forma de São Sebastião, Ogum como São Jorge, Oxalá como Jesus Cristo, Ibeji como Cosme e Damião, Iansã como Santa Bárbara, os fios de contas como Nossa Senhora do Rosário, entre outros.
Também adaptaram alguns rituais africanos à tradição cristã: por exemplo, a incorporação da Lavagem do Bonfim à cerimônia das Águas de Oxalá. Podiam, assim, manifestar publicamente, ainda que de forma dissimulada, sua religiosidade africana. O sincretismo religioso afro-brasileiro já foi retratado em várias obras da literatura, música, teatro e artes plásticas brasileiras. Letristas como Dorival Caymmi, Vinícius de Moraes e Jorge Ben Jor retrataram o tema em diversas canções, enquanto Dias Gomes levou-o ao teatro com a peça O Pagador de Promessas, que, mais tarde, foi levada ao cinema conquistando uma Palma de Ouro no Festival de Cannes e uma indicação ao prêmio Oscar de melhor filme estrangeiro.